# Lissochlora cecilia
Lissochlora cecilia là một loài bướm đêm trong họ Geometridae.